# Lilltjärnen (Kalls socken, Jämtland, 706682-136505)
Lilltjärnen är en sjö i Åre kommun i Jämtland och ingår i Indalsälvens huvudavrinningsområde.